# Pimpla carlosi
Pimpla carlosi är en stekelart som beskrevs av Gauld, Ugalde och Paul E. Hanson 1998. Pimpla carlosi ingår i släktet Pimpla och familjen brokparasitsteklar. Inga underarter finns listade i Catalogue of Life.